# Список утраченных фильмов России (1908)
Список утраченных фильмов России (1908) — список утраченных фильмов России отснятых в 1908 году, отсортированный в алфавитном порядке. Все фильмы художественные (спорно насчёт фильма-балета «Пьеро и Пьеретта»). В каталоге Вишневского фильмам 1908 года соответствуют номера 5-13.

## Легенда
Разделительная полоса
 Комментарий; критика фильма

## Список
| Название | Метраж     | Жанр            | Киностудия         | Режиссёр              | Актёры | Литературный первоисточник                           |
| --- | ---------- | --------------- | ------------------ | --------------------- | --- | ---------------------------------------------------- |
| |            |                 |                    |                       | |                                                      |
| «Большой человек» |            | драма           | ателье А. Дранкова | Николай Арбатов       | артисты Петербургского народного дома                                                                                | пьеса И.И. Колышко «Большой человек».                |
| Пьесу, воспринятую как сатиру на С.Ю. Витте, подробно описала Элла Сагинадзе. |            |                 |                    |                       | |                                                      |
| |            |                 |                    |                       | |                                                      |
| «Выбор царской невесты» | 173 метра  | «бытовая драма» | т/д Ханжонкова     | Василий Гончаров      | Андрей Громов (царь), Александра Гончарова (невеста), Мария Токарская, Пётр Чардынин, Е. Фадеева, Антонина Пожарская | пьеса Л. Мея «Псковитянка»                           |
| Фильм вышел на экраны в 1910 году. Поэтическая легенда о приходе в Псков царя Ивана Грозного с опричниками. Разрушив Новгород, царь двинулся на вольный Псков, город ждала та же участь. Но город не был разорён — Грозный встретил у в Пскове свою незаконнорожденную дочь Ольгу, о существовании которой и не подозревал. Город был помилован, но мужественная Псковская вольница и её предводитель, возлюбленный Ольги, — пскович Михайло Туча — погибли. «Выбор царской невесты» состоял из двух эпизодов: распри бояр из-за кандидатуры царской невесты и смотра невест.— А. Ханжонков «Первые годы русской кинематографии» - М., 1937, стр. 23 |            |                 |                    |                       | |                                                      |
| |            |                 |                    |                       | |                                                      |
| «Гуляя по пляжу» |            |                 |                    | Василий Амашукели     | | -                                                    |
| Первый грузинский художественный фильм. |            |                 |                    |                       | |                                                      |
| |            |                 |                    |                       | |                                                      |
| «Зима» |            |                 |                    |                       | К. С. Селиванов |                                                      |
| |            |                 |                    |                       | |                                                      |
| «Моцарт и Сальери» |            |                 |                    | Сьёмак                | | «маленькая трагедия» А. С. Пушкина "Моцарт и Сальери |
| По словам некоего Сьёмак, старейшего украинского кинолюбителя, им ещё в 1908—1909 гг. в Галиции была поставлена инсценировка «Моцарта и Сальери».— В. Вишневский «А.С.Пушкин и его творчество на экране. Историко-фильмографический обзор» - М., 1937, стр. 183-184 |            |                 |                    |                       | |                                                      |
| |            |                 |                    |                       | |                                                      |
| «Отец и сын» |            |                 | т/д Ханжонкова (?) |                       | | -                                                    |
| Инсценировка скандального судебного процесса об убийстве отца сыном. Фильм был запрещён в Москве, учитывая, что в столице проживала семья покойного, а суд над убийцей ещё продолжался, но демонстрировался в Твери и других городах России. По существующим у нас в Москве правилам просмотр картин программы синематографического театра производится соответственным полицейским чиновником, чаще всего помощником пристава в самом театре. Просмотрев назначенные к сеансу картины, он дает позволение ставить их и исключает по тем или иным причинам картину неподходящего содержания. <…> Укажем ещё на следующие отрицательные стороны существующего порядка просмотра картин. Представьте себе, что какая-нибудь фабрика выпустила интересную картину, картина идет на просмотр, и на неё налагается вето. Если это случилось, когда картина куплена всеми театрами, убыток терпят владельцы театров. Если же картину купил только один владелец — и вето наложено на картину у него в театре, — остальные владельцы воздерживаются от покупки её, то убыток терпит фирма, выпустившая картину. Так было, например, с картиной «Отец и сын» Ханжонкова, когда фирма поплатилась тем, что у неё осталось 20 экземпляров картины.— «Сине-Фоно», 1908, № 2 Часто не дозволялись к показу на экране инсценировки ещё не законченных скандальных судебных процессов, вызывавших повышенный интерес обывателей. В Москве фильм об убийстве отца сыном («Отец и сын») был запрещён, учитывая, что в столице проживала семья покойного, а сам суд над убийцей ещё продолжался, но это не помешало приставам в Твери и других городах России разрешить демонстрацию картины в местных кинотеатрах.— В. Михайлов «Рассказы о кинематографе старой Москвы» - М., 2003, стр. 245 |            |                 |                    |                       | |                                                      |
| |            |                 |                    |                       | |                                                      |
| «Пьеро и Пьеретта» | 130 метров | фильм-балет     | т/д Дранкова       | Александр Дранков (?) | | -                                                    |
| Засъёмка выступления детского балета труппы И. А. Чистякова. Некоторые историки (напр., Вишневский) называют фильм документальным, а другие (напр., Короткий) — художественным. |            |                 |                    |                       | |                                                      |
| |            |                 |                    |                       | |                                                      |
| «Самозванец» |            |                 |                    |                       | |                                                      |
| Существование фильма не подтверждается документальными источниками. |            |                 |                    |                       | |                                                      |
| |            |                 |                    |                       | |                                                      |
| «Увлёкшийся музыкант» | 38 метров  | комедия         | т/д Дранкова       |                       | | -                                                    |
| Роб так любил музыку, что хотел дать свой концерт, но Боб занял его место, и, чтобы отомстить, Роб привёз пожарную машину, поставил лестницу к спине Боба и давай сверху лить из шланга воду на голову Боба. Но Боб не прекращает своего концерта, он пытается защититься от струи воды раскрытым зонтиком, а когда холодные потоки воды продолжают обливать его, страстный музыкант начинает отступать вглубь сада, а мстительный Роб, сидя на его спине, двигается вместе с ним и безжалостно обливает его целыми потоками воды. Так мстительный Роб отомстил своему сопернику Бобу. Дранков <…> решает попробовать свои силы в комедии. 1-го ноября 1908 года он выпускает два первых русских комедийных фильма: «Усердный денщик» <…> и «Увлёкшийся музыкант» в 38 метров (22 р. 80 коп.). <…> «Увлёкшийся музыкант» представляет собой маленькую интермедию, артистически исполненную, представляющую, как музыкант Роб отомстил музыканту Бобу. Роб так любил музыку, что хотел дать свой концерт, но Боб занял его место, и, чтобы отомстить, Роб привёз пожарную машину, поставил лестницу к спине Боба и давай сверху лить из шланга воду на голову Боба. Но Боб не прекращает своего концерта, он пытается защититься от струи воды раскрытым зонтиком, а когда холодные потоки воды продолжают обливать его, страстный музыкант начинает отступать вглубь сада, а мстительный Роб, сидя на его спине, двигается вместе с ним и безжалостно обливает его целыми потоками воды. Так мстительный Роб отомстил своему сопернику Бобу. <…> Первые русские комедии успеха не имели.— Б. Лихачёв «Кино в России» - Л., 1927, стр. 57-59 |            |                 |                    |                       | |                                                      |
| |            |                 |                    |                       | |                                                      |